# Junonia hierta
Junonia hierta là một loài bướm ngày thuộc họ Bướm giáp được tìm thấy ở Cựu nhiệt đới giới. Nó sinh sống ở môi trường thảo nguyên và cây bụi mở. Khu vực phân bố ở châu Phi và Đông Nam Á.
Ấu trùng có màu nâu tối như mặt đất hoặc xám. Nhộng màu hơi đỏ.

## Hình ảnh

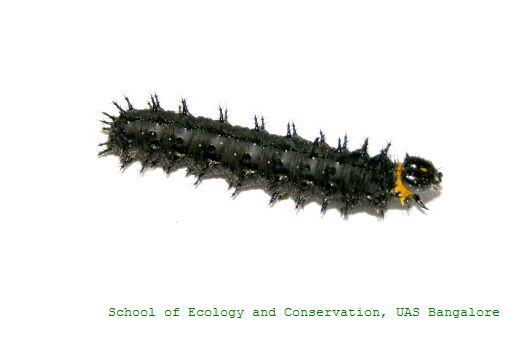
Sâu bướm
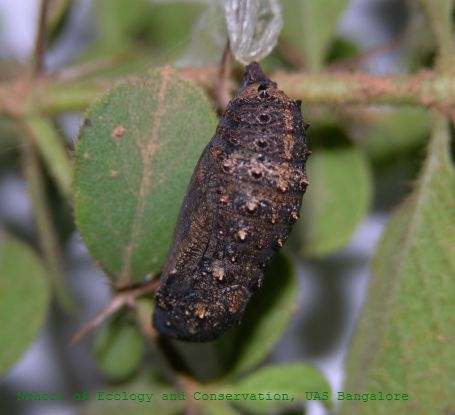
Nhộng
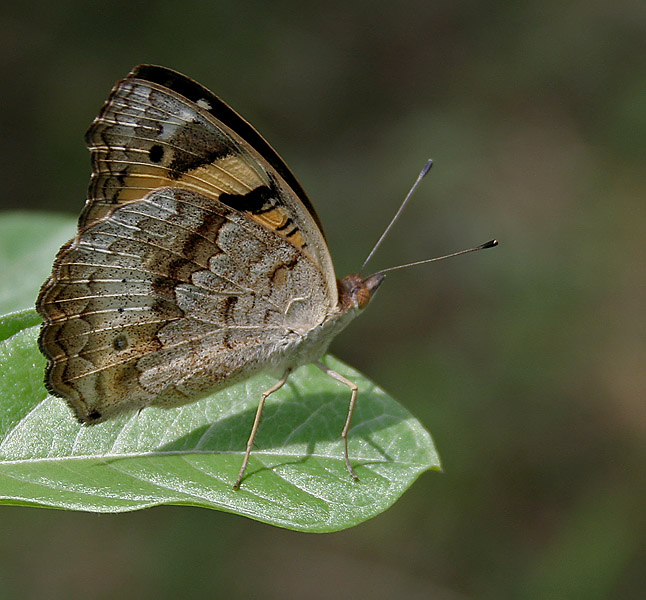
Imago

## Phân loài
- Junonia hierta hierta (Fabricius, 1798) (phía nam Vân Nam)
- Junonia hierta cebrene Trimen, 1870 (khu vực khô hơn của châu Phi, Arabia)
- Junonia hierta paris Trimen, 1887 (Madagascar)
- Junonia hierta magna? (Evans, 1926) (Sikkim) [1][2]